# La teva decisió (Get a Life)
La teva decisió (A Tua Decisão) foi a canção que representou a Andorra  no Festival Eurovisão da Canção 2009 que teve lugar em Moscovo, capital da Rússia, em 12 de maio desse ano.
A referida canção foi interpretada em catalão e em inglês. por Susanne Georgi. Foi a sétima canção a ser interpretada na noite da 1ª semi-final, depois da canção da Arménia "Nor Par (Jan Jan)" e antes da canção da Suíça "The Highest Heights". Terminou a competição em 15.º lugar tendo recebido 8 pontos, não conseguindo passar à final.